# Агирресабала, Хулен
Хулен Агирресабала Астулес (исп. Julen Agirrezabala Astúlez; род. 26 декабря 2000, Рентериа, Страна Басков) — испанский футболист, вратарь клуба «Атлетик Бильбао», выступающий на правах аренды за клуб «Валенсия».

## Клубная карьера
Агирресабала — воспитанник клубов «Антигуоко» и «Атлетик Бильбао». В 2019 году для получения игровой практики он начал выступать за дублирующую команду последнего. 16 августа 2021 в матче против «Эльче» он дебютировал в Ла Лиге.

## Международная карьера
В 2023 году Агирресабала в составе молодёжной сборной Испании стал финалистом молодёжного чемпионата Европы в Румынии и Грузии. На турнире он сыграл в матче против сборной Украины.

## Достижения
Командные
«Атлетик Бильбао»
- Обладатель Кубка Испании: 2023/24